# 武藤正史
武藤 正史（むとう ただし、1970年2月18日 - ）は、日本の男性声優。東京都出身。マウスプロモーション所属。

## 経歴
桐朋学園芸術短期大学芸術科演劇専攻卒業。
声優になる前はサラリーマンだった。
以前はオフィスPACに所属していたが、2013年1月1日よりアミュレート所属。その後、フリー期間を経て、2019年11月1日よりオフィスPACに復帰。
2025年3月31日、同日付でオフィスPACが事業停止したことに伴い、翌4月1日付でマウスプロモーションに移籍。
吹き替えでは、ジェシー・アイゼンバーグを担当することが多い。

## 出演

### 吹き替え

#### 俳優
エズラ・ミラー
- ファンタスティック・ビーストシリーズ（クリーデンス・ベアボーン）
  - ファンタスティック・ビーストと魔法使いの旅
  - ファンタスティック・ビーストと黒い魔法使いの誕生
  - ファンタスティック・ビーストとダンブルドアの秘密

ジェシー・アイゼンバーグ
- アドベンチャーランドへようこそ（ジェイムズ・ブレナン）
- エージェント・ウルトラ（マイク・ハウエル）
- 恐怖のセンセイ（ケイシー・デイヴィス）
- グランド・イリュージョン（J・ダニエル・アトラス）
  - グランド・イリュージョン 見破られたトリック

- 人生はローリングストーン（デヴィッド・リプスキー）
- ソーシャル・ネットワーク（マーク・ザッカーバーグ）
- ハミングバード・プロジェクト 0.001秒の男たち（ヴィンセント・ザレスキ）
- ピザボーイ 史上最凶のご注文（ニック）

#### 映画
- アラトリステ（イニゴ・バルボア）
- ヴァン・ヘルシング
- ウォー・ドッグス（デビッド〈マイルズ・テラー〉）
- エーゲ海の恋（リー・ヤオシャン〈ピーター・ホー〉）
- エイプリルの七面鳥
- エイリアン・インフェクション（ブルース〈マイケル・テリュー〉）
- 王妃マリー・アントワネット（フェルゼン）
- 俺のムスコ（トッド・ピーターソン / ハン・ソロ・バーガー〈アンディ・サムバーグ〉）
- キミに逢えたら!（トム〈アーロン・ヨー〉）
- 96時間（ピーター〈ニコラ・ジロー〉）
- グリンチ ※NHK版
- 心のカルテ（ルーク〈アレックス・シャープ〉）
- ザ・インターネット2（ジェームズ〈ニール・ホプキンス〉）
- ザ・ディープ 深海からの脱出（ヴィンセント）
- ザ・リング ※フジテレビ版
- サンタ・バディーズ 小さな5匹の大冒険
- サンダーバード55/GoGo（スティーブン・ラリビエー[12]）
- セイブ・ザ・ワールド（マーク・トバイアス〈ライアン・レイノルズ〉）
- ソウ （マーク・ウィリソン、刑事3）
- チャーリー・バートレットの男子トイレ相談室（チャーリー・バートレット〈アントン・イェルチン〉）
- 追想（エドワード・メイヒュー〈ビリー・ハウル〉[13]）
- ディスタービア（ロニー〈アーロン・ヨー〉）
- デスペラード・イン・ウエスト（ゼイン）
- ドッグヴィル（ビル〈ジェレミー・デイヴィス〉）
- トナカイのブリザード
- パンチドランク・ラブ
- 秘密のミラクル・マジシャン（ポール）
- ヒルズ・ハブ・アイズ （ボビー・カーター〈ダン・バード〉）
- ファンタスティック・ビーストシリーズ（クリーデンス・ベアボーン〈エズラ・ミラー〉）
  - ファンタスティック・ビーストと魔法使いの旅
  - ファンタスティック・ビーストと黒い魔法使いの誕生[14]
  - ファンタスティック・ビーストとダンブルドアの秘密[15]
- 54 フィフティ★フォー（グレッグ・ランダッツォ〈ブレッキン・メイヤー〉）※Netflix版
- 復讐者に憐れみを（リュウ〈シン・ハギュン〉）
- Mute/ミュート（ルーバ〈ロバート・シーハン〉）
- ルワンダの涙 （ジョー・コナー〈ヒュー・ダンシー〉）

#### テレビドラマ
- NCIS: ニューオーリンズ（セバスチャン・ランド〈ロブ・カーコヴィッチ〉）
- おとぼけスティーブンス一家（アラン〈A・J・トラウス〉）
- 気分はぐるぐる（ミック）
- 逆転の女王（ク・ヨンシク〈パク・シフ〉）
- グッド・ワイフ2
- グリーンローズ （トンウク）
- コールドケース6（ゴンサロ・ルサ）
- コールドケース7 ザ・ファイナル
- ザ・パシフィック
- CSI:ニューヨーク7（ニール・クーパー）
- シックス・フィート・アンダー（ラッセル・コーウィン〈ベン・フォスター〉）
- 射鵰英雄伝（楊康〈ジョウ・ジエ〉）
- スティーヴン・キングのキングダム・ホスピタル（エルマー医師〈ジェイミー・ハロルド〉）
- S.W.A.T.（マイケル・プランク〈ピーター・ファシネリ〉）
- 孫子兵法
- ダーティ・セクシー・マネー（ジェレミー・ダーリング）
- ターミネーター:サラ・コナー クロニクルズ（ジョン・コナー〈トーマス・デッカー〉）
- 天龍八部（慕容復〈シウ・キン〉）
- 薔薇の名前（ベノ〈ベンジャミン・ステンダー〉[16]）
- HERE AND NOW 〜家族のカタチ〜（デューク・ベイヤー＝ボートライト〈レイモンド・リー〉）
- フォーリング スカイズ（ハル・メイソン〈ドリュー・ロイ〉）
- プロディガル・サン 殺人鬼の系譜（マルコム・ブライト〈トム・ペイン〉[17]）
- ボバ・フェット/The Book of Boba Fett（市長）
- マードック・ミステリー 〜刑事マードックの捜査ファイル〜（ジェームズ・ギリーズ）
- 名探偵モンク2 #12
- リゾーリ&アイルズ ヒロインたちの捜査線

#### 人形劇
- ネビュラ75（ジェームズ・マーキュリー大尉／ネビュラ75のアナウンス）[18][19][20]

#### アニメ
- トムとジェリー テイルズ
- ファンタスティック・フォー（ヒューマントーチ / ジョニー・ストーム）

### テレビアニメ
2004年
- 最遊記RELOAD GUNLOCK（妖怪、村人、部下）
- 魔法少女隊アルス（パニヨン）

2005年
- おくさまは女子高生（先生、店員）
- 銀牙伝説WEED（2005年 - 2006年、ミサイル、テルの父親、シンゴ、晋作、リック）
- 焼きたて!!ジャぱん（参加者、団員）

2006年
- TOKKO 特公（花園一郎）
- 内閣権力犯罪強制取締官 財前丈太郎（財前賢次）
- MUSASHI -GUN道-（小早川秀秋）
- MAJOR シリーズ（2006年 - 2007年、児玉憲太郎、新見） - 2シリーズ

2007年
- BLUE DRAGON（イワノフ）

2010年
- GIANT KILLING（赤崎遼）

2011年
- バトルスピリッツ 覇王（2011年 - 2012年、大泉マナブ）

2012年
- キングダム（2012年 - 2021年、万極） - 2シリーズ
- GON -ゴン-（アデニー）
- マギ（御者）

2013年
- バトルスピリッツ ソードアイズ（アラシ）

2014年
- ディスク・ウォーズ:アベンジャーズ（ロキ、ロバート）

2015年
- パンチライン（グリーゼ）

2017年
- マーベル フューチャー・アベンジャーズ（ロキ）

2018年
- 剣王朝（蘇奏）

2022年
- チェンソーマン（円）

2023年
- 天国大魔境（猿渡、片山〈レーサー〉）

### OVA
- MURDER PRINCESS（2007年、クライベルト、アンドレ）

### ゲーム
2009年
- 遠隔捜査 -真実への23日間-（水無月幸司）

2012年
- 機動戦士ガンダムSEED BATTLE DESTINY（カスタムパイロット）

2013年
- 解放少女 SIN（野中里矢）
- DISORDER6
- 花咲くまにまに（宮城彦輔）

2015年
- 夢王国と眠れる100人の王子様（グウィード）

2017年
- メギド72

### ドラマCD
- 逆境ナイン ドラマCD 特別編（2003年、古家秀明）
- 07-GHOST「ハウゼン家」（2003年、カール）

### シリーズ一覧
1. ↑  2期（2006年）、3期（2007年）
2. ↑  第1シリーズ（2012年）、第3シリーズ（2020年 - 2021年）